# Kloster Polling

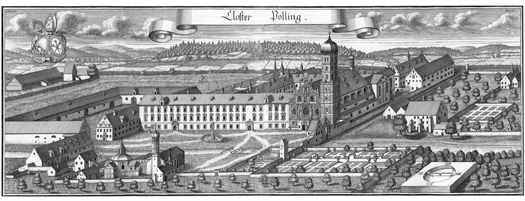
Kloster Polling auf einem Stich von Michael Wening

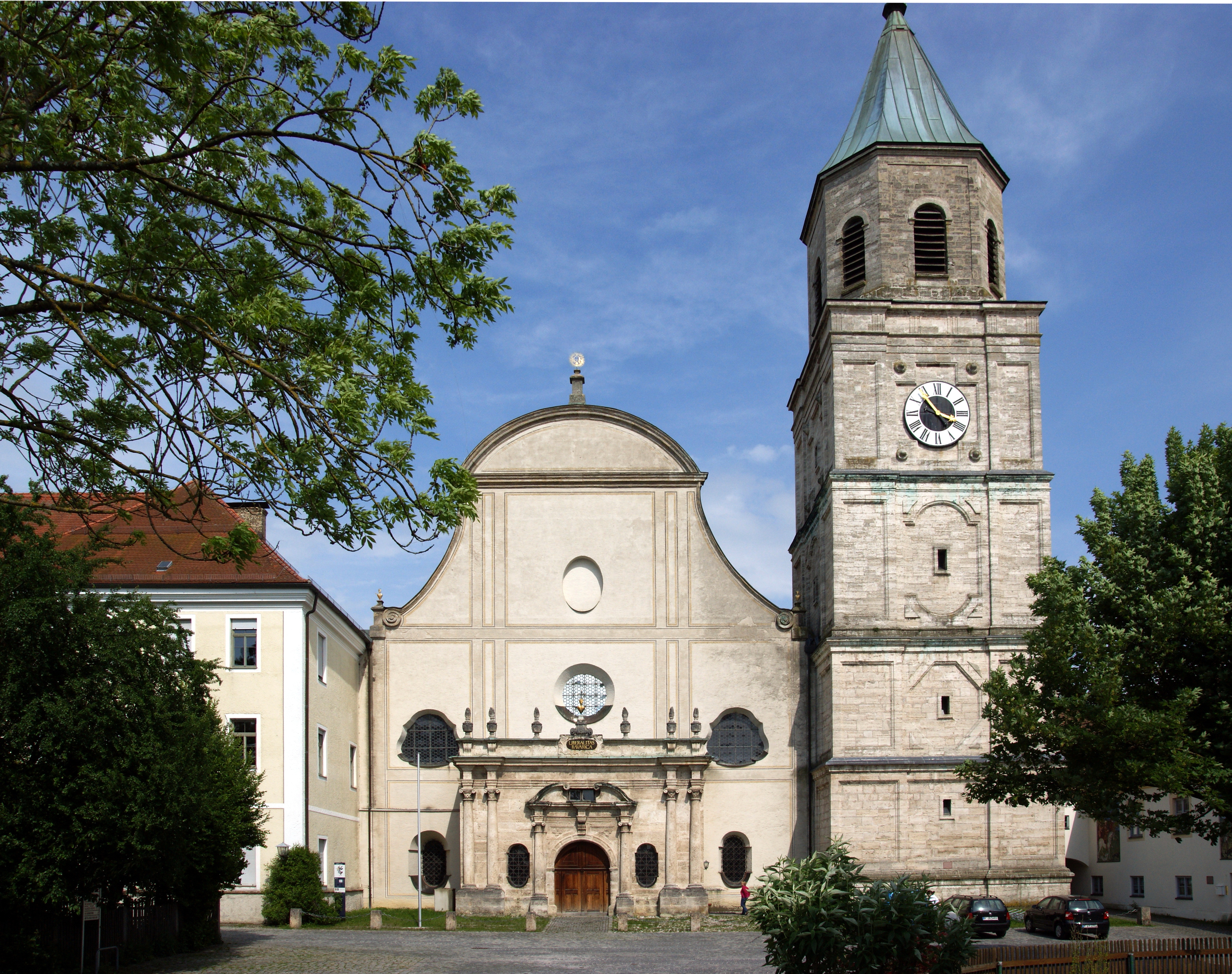
Die ehemalige Klosterkirche Heilig Kreuz

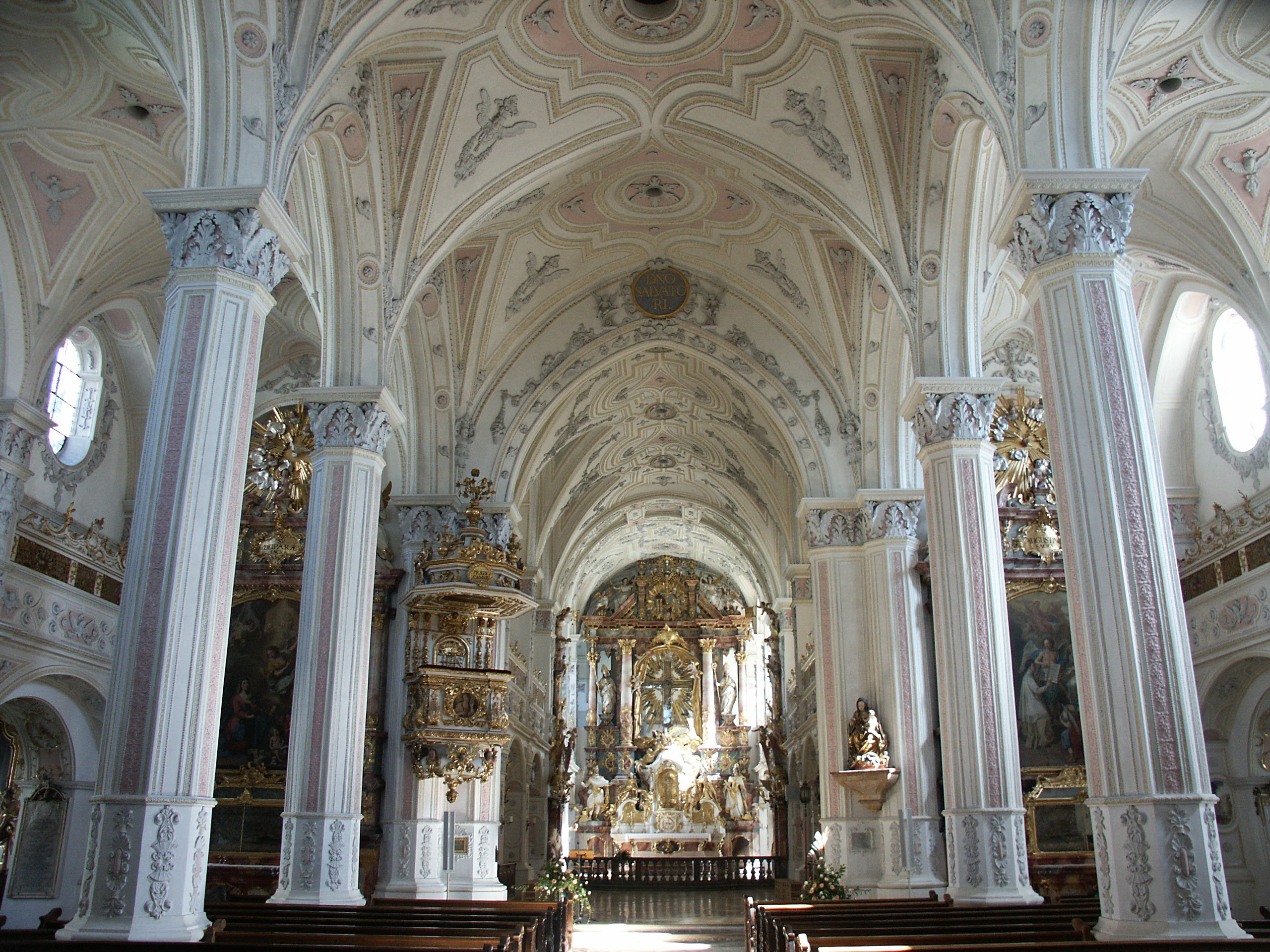
Pfarrkirche Polling, Innenraum

Das Kloster Polling ist ein ehemaliges Kloster der Benediktiner, dann der Augustiner-Chorherren in Polling im oberbayerischen Landkreis Weilheim-Schongau.

## Geschichte

### Mittelalter und frühe Neuzeit
Wohl nur der Legende nach gründete Herzog Tassilo III. von Bayern um 750 in Polling ein Benediktinerkloster. Die wirklichen Gründer waren vermutlich Mitglieder der Huosi, einer einheimischen Adelsfamilie. Das Kloster musste unter Arnulf von Bayern Enteignungen hinnehmen und wurde in den Ungarnkriegen beschädigt. Ab 1010 lebten wieder Regularkanoniker in Polling, die seit Beginn des 12. Jahrhunderts nach den Regeln des Augustinus lebten. Eine neue Kirche wurde gebaut und 1160 durch den Bischof von Brixen geweiht, dem Kloster und Propstei Polling („monasterium et prepositura in villa Pollingen in pago Hǒsen“) 1065 von König Heinrich IV. übereignet worden waren. In der zweiten Hälfte des 12. Jahrhunderts werden auch erstmals Kanonissen erwähnt, die um 1300 die benediktinische Regel annahmen und nach Benediktbeuern wechselten. Im 13. Jahrhundert wurde Polling Ziel der Wallfahrten „Zum Kreuz“. Die Kirche brannte zu Beginn des 15. Jahrhunderts ab und wurde 1416–1420 in gotischem Stil neu errichtet. Propst Johannes Zinngießer ließ in seiner Wirkungszeit von 1499 bis 1523 die Präfektur, das Refektorium und die Bibliothek errichten, die Kirche wurde in spätgotischem Stil umgestaltet. Etwa 1526 entstand die von Hans Leinberger geschnitzte Madonna. Johannes Eck soll sich um diese Zeit mehrfach in Polling aufgehalten haben.

### Barock und Aufklärung
1714 begann der Neubau des Klosters. Ab 1721 wurde die Klosterschule erweitert. Fortan wurde dort nach dem Lehrplan der Jesuiten gearbeitet. Das Kloster Polling wirkte maßgeblich an der Finanzierung der vom Kloster Steingaden in den Jahren 1745–1754 erbauten Wieskirche mit. Zu den Lehrern an der Klosterschule gehörte Eusebius Amort (1692–1775). Er gab die Zeitschrift Parnassus Boicus mit Artikeln zu Physik, Chemie, Astronomie, Meteorologie, Geschichte und Grammatik heraus und gehörte später zu den Gründern der Bayerischen Akademie der Wissenschaften. Einer seiner Schüler war Franz Töpsl, der in seiner Zeit als Propst (1744–1796) die Klosterbibliothek Polling neu erbauen, den Bücherbestand mehr als verdoppelte und die Kirche dezent umgestalten ließ. Er sorgte für naturwissenschaftliche Kabinette und ließ eine Sternwarte errichten. Zum Ansporn für seine Mitbrüder, wissenschaftlich tätig zu sein, ließ Töpsl Porträts gelehrter Augustiner-Chorherren anfertigen und in den Gängen des Stifts aufhängen. Die Reste dieser einstmals mehr als 200 Porträts umfassenden Chorherrengalerie (Pollinger Pinakothek) befinden sich heute im Besitz des Archivs der Ludwig-Maximilians-Universität München. Ebenso dozierten Gerhoh Steigenberger und Sebastian Seemiller am Kloster. 1803 wurde das Kloster säkularisiert. Die Klosterbibliothek umfasste damals 88.000 Bände, von denen etwa 20.000 in die Hofbibliothek nach München und 7.000 in die Universitätsbibliothek Ingolstadt gelangten. Der Rest wurde zu Makulatur.

### Im Besitz von Schweizer Agrarpionieren

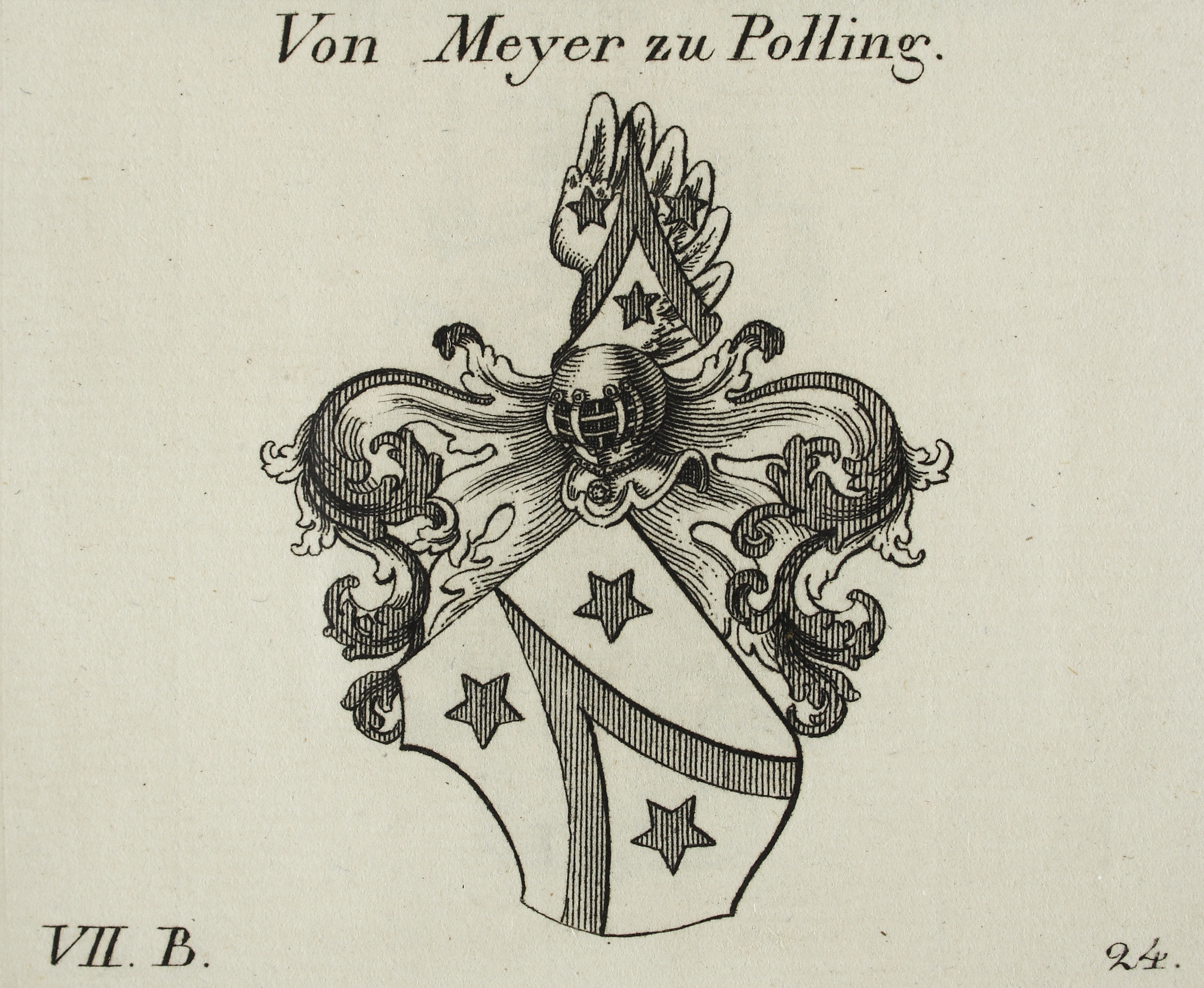
Wappen Hieronymus von Meyers.

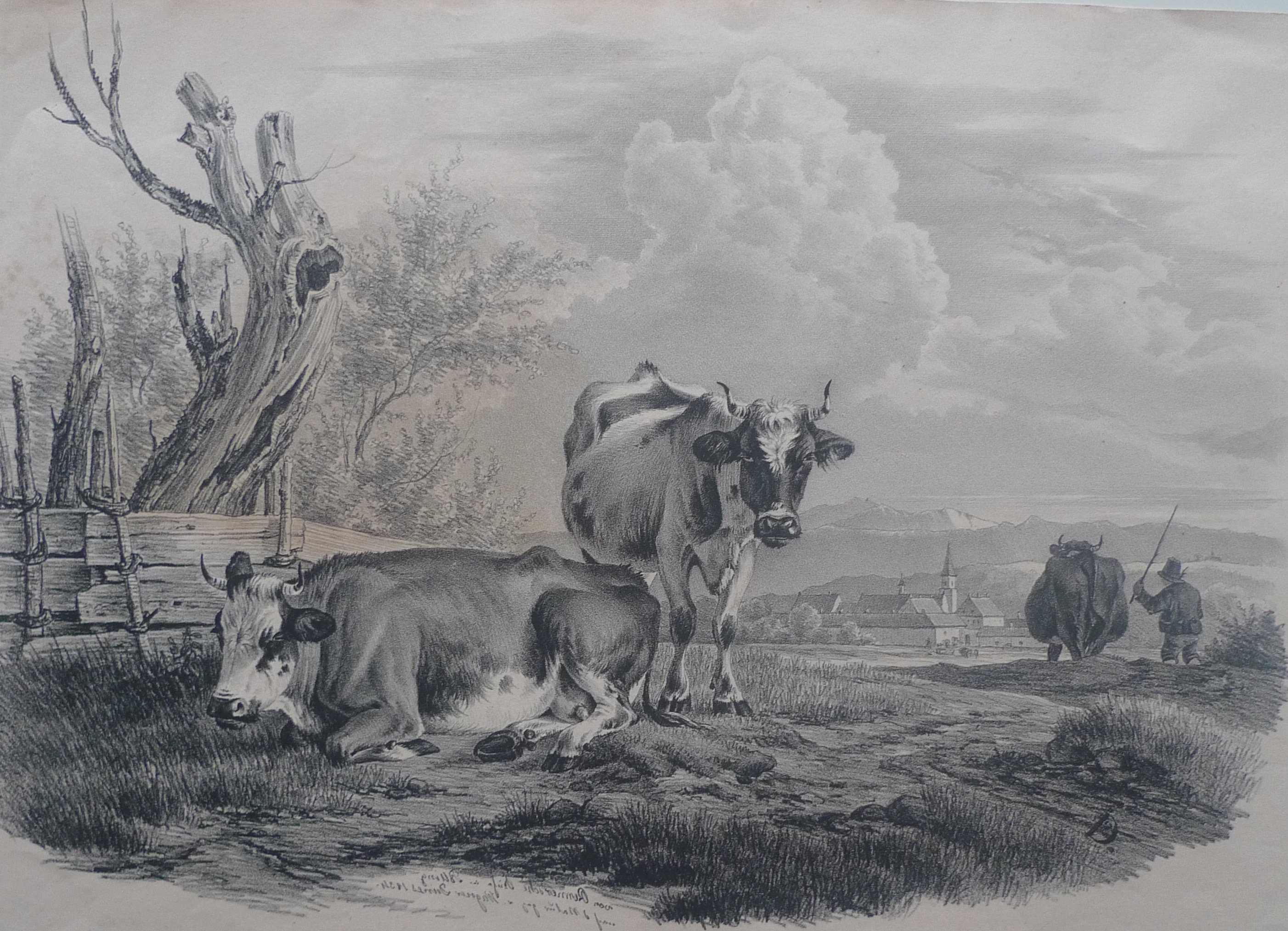
Johann Wagner-Deines: von Rennerische Kühe in Polling (Lithografie, 1834).

1804 erwarb der Schweizer Seidenbandfabrikant, Mäzen, Philanthrop und Revolutionär Johann Rudolf Meyer (1739–1813) aus Aarau das Klostergut Polling, worauf dieses vorübergehend Zentrum einer evangelischen Schweizergemeinde (Als er das Kloster kaufte, hatte er zur Bedingung gemacht eine protestantische Schule eröffnen zu dürfen) mit einem Onkel des Bankengründers Raiffeisen als Pfarrer war. 1805–1807 wurde das Gut von Meyers Sohn Johann Rudolf (1768–1825) verwaltet, der König Max Joseph eine (unvollendete) Enzyklopädie der Chemie widmete. 1812 erhielt es dessen Bruder Hieronymus genannt Jérôme (1769–1844). Johann Rudolf und ihm war im Jahr zuvor die Erstbesteigung eines Viertausenders in der Schweiz – der Jungfrau – gelungen. 1814 wurde Hieronymus Meyer für Verdienste um die bayerische Landwirtschaft in den erblichen Adelsstand erhoben. 1817 verkaufte er das Gut einem Landsmann, dem Neffen seiner Stiefmutter Major Samuel Abraham von Renner (1776–1850). Obwohl als Musterlandwirt ausgezeichnet, musste es dieser 1843 einem Gläubiger abtreten. Johann Rudolf Meyer Sohn endete im Großherzogtum Baden als Falschmünzer. Hieronymus von Meyer verbrachte den Lebensabend als Schwiegervater von Oberkonsistorialpräsident Matthias von Meyer in München, Renner an der Seite des Dichters Eduard Mörike in Bad Mergentheim. Ob in den vier Jahrzehnten, in denen sich das Gut Polling in Schweizer Besitz befand, Klostergebäude abgebrochen wurden, ist umstritten.

## Reihe der Pröpste
Quelle
1. Aribo
2. Herrich
3. Arnold, um 1073
4. Hiltipert
5. Chuno, 1136
6. Conrad I., 1177, † 1180
7. Berthold, 1186, 1195, † 1212
8. Eglo, † 1224
9. Manegold, 1224–1226
10. Heinrich I., † 1247
11. Dietrich, † 1254
12. Gunther, 1263, † 1272
13. Hermann, 1273
14. Heinrich II., † 1279
15. Conrad II. Ainsinger, 1279–1313
16. Heinrich III. Ebersperger, 1313–1334
17. Conrad III., 1334–1336
18. Ulrich I., 1336–1341
19. Heinrich IV., 1341–1345
20. Conrad IV. Schondorfer, 1345–1387
21. Ulrich II. Kalkmair, 1387–1404
22. Wilhelm Daberzhofer, 1404–1433
23. Ulrich III. Schütz, 1433–1450
24. Johann I. Mairhofer, 1450–1454
25. Johann II. Vent, 1454–1491
26. Michael Spät, 1491–1499
27. Johann III. Zingießer, 1499–1523
28. Johann IV. Vent, 1523–1530
29. Johann V. Hartl, 1530–1531
30. Gregor Pez, 1531–1562
31. Erhard Eyerl, 1562–1571
32. Jacob Schwarz, 1571–1591
33. Caspar Leis, 1591–1616
34. Kilian Westerrieder, 1616–1633
35. Hartmann Koch, 1633–1634
36. Sigmund Pschorn, 1634–1643
37. Anther Azwanger, 1643–1669
38. Claudius Plank, 1669–1682
39. Valerius Baudrexl, 1682–1701; erhielt 1689 die Pontifikalien
40. Albert Oswald, 1701–1744
41. Franz Töpsl, 1744–1796
42. Johann VI. Nepomuk Daisenberger, 1796–1803, † 16. Mai 1820[7]

## Heutige Nutzung
Die bedeutende spätgotische Klosterkirche Heilig Kreuz mit frühbarocken Stuckaturen des Wessobrunners Georg Schmuzer wurde 1803 Pfarrkirche. Ein Teil der Klostergebäude gelangte 1892 in den Besitz von Dominikanerinnen aus St. Ursula in Donauwörth, die darin – mit Unterbrechung in der Nazizeit – bis 1972 eine Schule unterhielten. Im erhaltenen Teil des Klostergebäudes ist heute unter anderem ein Hospiz untergebracht. Apothekertrakt und Wirtschaftsgebäude gehören Privaten. Der einzigartige Pollinger Bibliotheksaal wurde 1970–1975 restauriert und ist über den Verein der Freunde des Pollinger Bibliotheksaals e. V. zu besichtigen. Thomas Mann beschreibt in seinem Roman Doktor Faustus ein Kloster unter dem Namen Pfeiffering, das eindeutig Züge des Klosters Polling trägt.